# Apidya
Apidya est un jeu vidéo de type shoot them up développé par le studio allemand Kaiko, sorti en 1992 uniquement sur Amiga.
Une des originalités du jeu tient à l'univers dans lequel il se déroule. À défaut de vaisseau spatial, le joueur contrôle une abeille qui tire des projectiles d'énergie, et affronte des ennemis tels que des insectes ou des animaux dans des environnements naturels.

## Système de jeu
Le gameplay d'Apidya reprend les principes du shoot them up à défilement horizontal, avec quelques éléments empruntés aux précurseurs du genre, notamment Gradius et R-Type.
Le jeu utilise le système de barre de power-up de Gradius. Les ennemis détruits laissent parfois un power-up sous la forme d'une fleur rouge ou jaune. Le joueur peut rassembler ces fleurs et activer de nouvelles armes et perfectionnements en utilisant la barre en bas de l'écran.
Le jeu propose également une arme très semblable au beam de R-Type. Si le bouton de feu est maintenu pendant une seconde ou deux, l'abeille du joueur fait un bruit de sifflement. Relâcher le bouton de feu déclenche alors une sorte de fusée organique qui peut éliminer des vagues de petits ennemis ou endommager les plus grands.
Le jeu est jouable à deux en simultané.

## Niveaux
Le jeu propose cinq niveaux, chacun d'entre eux se terminant par un boss. Il existe également de nombreux niveaux de bonus cachés.
1. Meadow's Edge : Une prairie où l'abeille se frotte à divers insectes.
2. The Pond : Un étang peuplé de divers poissons et créatures aquatiques. Le joueur peut choisir de voler au-dessus ou au-dessous de la surface de la surface de l'eau.
3. Sewers Blast : Un conduit d'égout regorgeant de substances toxiques et d'ennemis mutants.
4. Techno Party : Un niveau qui se déroule à l'intérieur d'un sorte de machine bio-technologique. On y trouve beaucoup de clins d'œil à R-Type.
5. Boss Panic : Le dernier niveau, où le joueur devra affronter cinq boss finaux.

## À noter
La bande sonore du jeu a été composée par le musicien de jeu renommé Chris Hülsbeck.
Le logo-titre du jeu semble provenir du japonais. Sur l'écran de titre, on peut distinguer quatre katakana : アビヂヤ 'A-BI-DJI-YA'. Ceci pourrait être une transcription japonaise du terme latin Apidae, qui est le nom de la famille taxonomique à laquelle appartient l'abeille à miel. Le jeu est pourtant allemand, mais le graphiste était un fan de la culture japonaise. Une autre « coquetterie » dans le logo, avouée par les créateurs, est la présence du symbole romain « II » alors qu'il s'agit bien d'un premier jeu original.
En 2002, un fan du jeu a commencé à écrire une adaptation sur PC, appelée Apidya 2002, utilisant les graphismes et les effets sonores du jeu original.